# 1674 en littérature
| Années de la littérature : 1671 - 1672 - 1673 - 1674 - 1675 - 1676 - 1677    |
| Décennies de la littérature : 1640 - 1650 - 1660 - 1670 - 1680 - 1690 - 1700 |

Cet article présente les faits marquants de l'année 1674 en littérature.

## Événements
- 9 avril : Isaac de Benserade est nommé à l'Académie française ; il est reçu le 17 mai[1].

## Parutions
- 15 novembre 1673 :  achevé d'imprimer de l'ouvrage du père Anselme, Histoire généalogique de la maison royale de la France et des grands officiers de la couronne, vol. 1, Paris, Estienne Loyson, 1674 (présentation en ligne). Vol.2
- 29 novembre 1673 :  achevé d'imprimer de l'ouvrage de René Rapin, Réflexions sur la poétique d'Aristote : et sur les ouvrages des poètes anciens et modernes, Paris, François Muguet, 1674 (présentation en ligne)

- 22 janvier : permission accordée pour l’impression de l’ouvrage de Samuel Chappuzeau, Le Théâtre françois, Lyon, Michel Mayer, 1674 (présentation en ligne).

- 14 février : privilège accordé à l’ouvrage de Dominique Bouhours, Doutes sur la langue française, proposés à Messieurs de l'Académie française par un gentilhomme de province, Paris, Sébastien Mabre-Cramoisy, 1674 (présentation en ligne)

- 2 mai :  achevé d'imprimer de la première édition du traité de philosophie de Nicolas Malebranche, De la recherche de la vérité, Paris, André Pralard, 1674 (présentation en ligne). Elle contient les trois premiers livres, les trois autres sont publiés dans l'édition de 1675.

- 10 juillet : achevé d'imprimer du recueil de Nicolas Boileau, Œuvres diverses du sieur D*** : Avec le Traité du sublime ou du merveilleux dans le discours, Paris, Denys Thierry, 1674 (présentation en ligne). Il contient les neuf premières Satires, les quatre premières Épîtres, déjà publiés, L'Art poétique et Le Lutrin, encore inédits et la traduction en français du Traité du Sublime du pseudo-Longin. L’Art poétique peut être considéré comme le manifeste du classicisme français[2].
- 21 juillet : achevé d'imprimer de l'ouvrage de Louis Moréri, Le grand dictionnaire historique : ou Le mélange curieux de l'histoire sainte et profane, Lyon, Jean Girin & Barthélemy Rivière, 1674 (présentation en ligne).
- 6 août : rédaction de la préface du recueil de poèmes mystiques de Angelus Silesius, Der Cherubinischer Wandersmann : (« le Pèlerin chérubinique »), Glatz, Buchdrukkerey Ignatij Schu, 1675 (présentation en ligne).
- 18 août : achevé d'imprimer des dialogues en vers et en prose de Jean Desmarets de Saint-Sorlin, La deffense du poëme héroïque : avec quelques remarques sur les œuvres satyriques du sieur D***, Paris, Jacques Le Gras, 1674 (présentation en ligne).
- 18 septembre : achevé d'imprimer de l'ouvrage de Pierre Perrault, De l’origine des fontaines, Paris, Pierre Le Petit, 1674 (présentation en ligne).

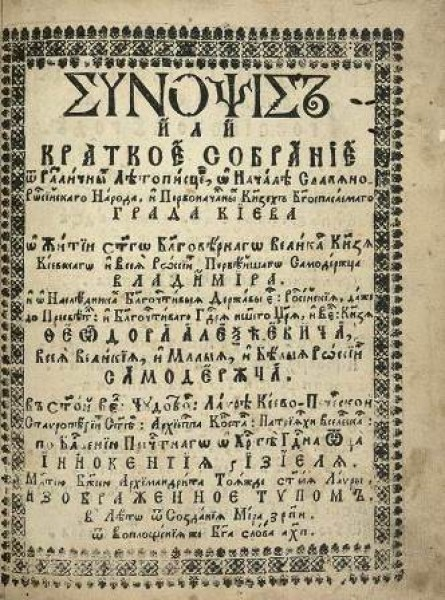
Synopsis (Синопсис), édition de 1680.jpg

- Premier manuel d’histoire russe, la Synopsis d'Innocent Gizel (en), imprimé à Kiev[3].

- Jean de La Fontaine, Nouveaux Contes, Mons, Gaspar Migeon, 1674 (présentation en ligne), publié sans privilège ni permission. Une sentence de police signée de La Reynie ordonne la saisie de l'édition et l'interdiction de la vente le 5 avril 1675[4].

## Décès
- 7 mars : Charles Sorel, sieur de Souvigny, romancier et écrivain français (né en 1602).
- 14 juin : Marin Le Roy de Gomberville, poète et écrivain français (né en 1600).
- 8 novembre : John Milton, poète et pamphlétaire anglais  (né en 1608).